# ناک‌اوت سیتی
ناک‌اوت سیتی (انگلیسی: Knockout City) یک بازی بازی اکشن چندنفره می‌باشد که توسط الکترونیک آرتس برای مایکروسافت ویندوز، نینتندو سوئیچ، پلی‌استیشن ۴ و اکس‌باکس وان در سال ۲۰۲۱ منتشر شد. این بازی یک بازی تیم محور می‌باشد که قانون آن مشابه وسطی می‌باشد. برنده بازی تیمی می‌باشد که با توپ بتواند تمامی اعضای تیم مقابل را ناک‌اوت کند. این بازی با نقدهای مثبتی رو به رو شد و توانست نامزد بهترین بازی چند نفره در جوایز بازی ۲۰۲۱ باشد.